# Виллерслев, Эске
Эске Виллерслев (дат. Eske Willerslev; род. 5 июня 1971 года, Гентофте, Дания) — датский биолог-эволюционист. Известен своей новаторской работой по исследованию древней ДНК. Доктор наук (DSc, 2004), профессор Копенгагенского университета (с 2005 года). Член Королевской датской академии наук и литературы (2008).
Иностранный член Национальной академии наук США (2014). Лауреат премий Бальцана (2023) и Альберта Эйнштейна (2024).

## Биография
Сын историка. Его брат-близнец — профессор антропологии.
В начале 1990-х годов участник научных экспедиций в Сибири, в Якутии.
Степень доктора наук (DSc) по древней ДНК получил в Копенгагенском университете на кафедре биологии в 2004 году. На кафедре зоологии Копенгагенского университета в 1998 году получил степень кандидата наук.
С 2005 года профессор Копенгагенского университета.
В 2006—2011 годах профессор эволюционной биологии кафедры биологии Копенгагенского университета. С 2009 года профессор Национального исторического музея Копенгагенского университета.
Был приглашённым профессором в Оксфорде (на кафедре зоологии в 2005—2007 годах) и Беркли (2014).
Является популяризатором науки, часто выступает в СМИ.
Лауреат нескольких премий.
Считается вероятным кандидатом на получение Нобелевской премии. Почетный доктор университета Осло (2014).
Автор около 200 публикаций, в том числе в журналах «Science» и «Nature».
Его указывают традиционным оппонентом Дэвида Райха.